# 시노노이역
시노노이역(일본어: 篠ノ井駅)은 일본 나가노현 나가노시에 있는 동일본 여객철도 · 시나노 철도의 철도역이다. 혼합식 승강장 2면 3선의 구조를 갖춘 지상역이다.

## 타는 곳
| 1     | ■ 시나노 철도선 |  | 우에다 · 고모로 · 가루이자와 방면                                |
| 1     | ■ 시노노이 선   |  | 마쓰모토 · 시오지리 · 가미스와 · 나카쓰가와 · 이다 · 나고야 방면 |
| 2 · 3 | ■ 신에쓰 본선   |  | 나가노 방면                                                      |

## 이용 현황
| 연도   | 이용 현황 |
| 2000년 | 10,935    |
| 2001년 | 10,622    |
| 2002년 | 10,397    |
| 2003년 | 10,252    |
| 2004년 | 10,077    |
| 2005년 | 9,995     |
| 2006년 | 9,872     |
| 2007년 | 9,643     |
| 2008년 | 9,588     |
| 2009년 | 9,589     |
| 2010년 | 9,477     |
| ------ | --------- |

## 역 주변
- 나가노 시청 시노노이 지소
- 나가노 시립 남부도서관
- 호쿠신 운전면허센터
- 나가노 올림픽 스타디움
- 시노노이 종합병원

## 인접 정차역
| 동일본 여객철도 신에쓰 본선 · 시노노이 선 | 동일본 여객철도 신에쓰 본선 · 시노노이 선 | 동일본 여객철도 신에쓰 본선 · 시노노이 선 |
| ----------------------------------------- | ----------------------------------------- | ----------------------------------------- |
| 히지리코겐 시오지리 방면                  | □ 쾌속 (나가노 방면)                      | 가와나카지마 나가노 방면                  |
| 이나리야마 시오지리 방면                  | □ 쾌속 (마쓰모토 방면, '미스즈' 포함)     | 가와나카지마 나가노 방면                  |
| 이나리야마 시오지리 방면                  | ■ 보통                                    | 이마이 나가노 방면                        |
| 시나노 철도 시나노 철도선                 |                                           |                                           |
| 야시로 가루이자와 방면                    | □ 쾌속 (나가노 방면)                      | 시·종착역                                 |
| 야시로코코마에 가루이자와 방면            | ■ 보통                                    | 시·종착역                                 |